# Cecilia Piccioni

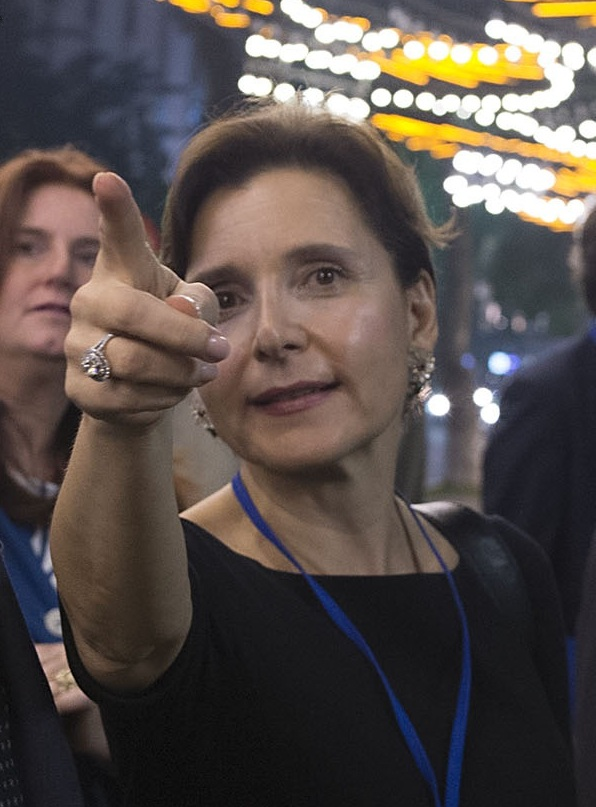
Cecilia Piccioni in Hanoi (2015)

Cecilia Piccioni é uma diplomata e consultora de negócios italiana. Ela é assessora do presidente da Fincantieri.

## Carreira
Ela formou-se na Universidade de Roma "La Sapienza". Ela trabalhou no Banco Mundial. Foi chefe do Escritório Económico e Comercial da Checoslováquia e Chefe de Gabinete do Embaixador nos Estados Unidos. Ela também já foi conselheira nas Nações Unidas.
Piccioni também já foi conselheira na Islândia e embaixadora no Vietname.